# Kokia
Kokia es un género en peligro de extinción compuesto por pequeños árboles con seis especies de plantas con flores perteneciente a la familia  Malvaceae. Es originario de Hawái. Fue descrito por Frederick Lewis Lewton y publicado en Smithsonian Miscellaneous Collections 60(5): 2 en el año 1912. La especie tipo es Kokia rockii Lewton.

## Distribución
Kokia fue una parte común de los bosques xéricos–mesófilos de las islas, pero ha sufrido una disminución significativa en su diversidad:
Kokia drynarioides, descrita originalmente en los bosques secos y campos de lava de la Isla de Hawái; Kokia kauaiensis, encontrada en el bosque mesófilo del oeste de la isla de Kaua’i; Kokia cookei, endémica del extremo occidental de la isla Moloka’i y que actualmente sobrevive únicamente como injerto en Kokia drynarioides;  y la extinta Kokia lanceolata.

## Especies
- Kokia cookei
- Kokia drynarioides
- Kokia kauaiensis
- Kokia lanceolata
- Kokia rockii
- Kokia speciosa